# 28. Kanadisches Kabinett
Das 28. Kanadische Kabinett (engl. 28th Canadian Ministry, franz. 28e conseil des ministres du Canada) regierte Kanada vom 6. Februar 2006 bis zum 4. November 2015. Dieses von Premierminister Stephen Harper angeführte Kabinett bestand aus Mitgliedern der Konservativen Partei.

## Minister
| Amt                                                              | Name                                                                                             | Zeitraum |
| ---------------------------------------------------------------- | ------------------------------------------------------------------------------------------------ | --- |
| Premierminister                                                  | Stephen Harper                                                                                   | 6. Februar 2006 – 4. November 2015 |
| Außenminister                                                    | Peter MacKay Maxime Bernier David Emerson Lawrence Cannon John R. Baird Robert Nicholson         | 6. Februar 2006 – 14. August 2007 14. August 2007 – 26. Mai 2008 29. Mai 2008 – 30. Oktober 2008 30. Oktober 2008 – 18. Mai 2011 18. Mai 2011 – 9. Februar 2015 9. Februar 2015 – 4. November 2015       |
| Justizminister und Attorney General                              | Vic Toews Robert Nicholson Peter MacKay                                                          | 6. Februar 2006 – 4. Januar 2007 4. Januar 2007 – 15. Juli 2013 15. Juli 2013 – 4. November 2015 |
| Verteidigungsminister                                            | Gordon O’Connor Peter MacKay Rob Nicholson Jason Kenney                                          | 6. Februar 2006 – 14. August 2007 14. August 2007 – 15. Juli 2013 15. Juli 2013 – 9. Februar 2015 9. Februar 2015 – 4. November 2015                                                                     |
| Finanzminister                                                   | Jim Flaherty Joe Oliver                                                                          | 6. Februar 2006 – 18. März 2014 19. März 2014 – 4. November 2015 |
| Minister für nationale Einkünfte                                 | Carol Skelton Gordon O’Connor Jean-Pierre Blackburn Keith Ashfield Gail Shea Kerry-Lynne Findlay | 6. Februar 2006 – 14. August 2007 14. August 2007 – 30. Oktober 2008 30. Oktober 2008 – 19. Januar 2010 19. Januar 2010 – 18. Mai 2011 18. Mai 2011 – 15. Juli 2013 15. Juli 2013 – 4. November 2015     |
| Minister für internationalen Handel                              | David Emerson Michael Fortier Stockwell Day Peter Van Loan Edward Fast                           | 6. Februar 2006 – 25. Juni 2008 25. Juni 2008 – 30. Oktober 2008 30. Oktober 2008 – 19. Januar 2010 19. Januar 2010 – 18. Mai 2011 18. Mai 2011 – 4. November 2015                                       |
| Verkehrsminister                                                 | Lawrence Cannon John R. Baird Chuck Strahl Denis Lebel Lisa Raitt                                | 6. Februar 2006 – 30. Oktober 2008 30. Oktober 2008 – 6. August 2010 6. August 2010 – 18. Mai 2011 18. Mai 2011 – 15. Juli 2013 15. Juli 2013 – 4. November 2015                                         |
| Umweltminister                                                   | Rona Ambrose John R. Baird Jim Prentice John R. Baird Peter Kent Leona Aglukkaq                  | 6. Februar 2006 – 4. Januar 2007 4. Januar 2007 – 30. Oktober 2008 30. Oktober 2008 – 5. November 2010 5. November 2010 – 4. Januar 2011 4. Januar 2011 – 15. Juli 2013 15. Juli 2013 – 4. November 2015 |
| Arbeitsminister                                                  | Jean-Pierre Blackburn Rona Ambrose Lisa Raitt Kellie Leitch                                      | 6. Februar 2006 – 30. Oktober 2008 30. Oktober 2008 – 19. Januar 2010 19. Januar 2010 – 15. Juli 2013 15. Juli 2013 – 4. November 2015                                                                   |
| Gesundheitsminister                                              | Tony Clement Leona Aglukkaq Rona Ambrose                                                         | 6. Februar 2006 – 30. Oktober 2008 30. Oktober 2008 – 15. Juli 2013 15. Juli 2013 – 4. November 2015 |
| Minister für das kanadische Kulturgut                            | Beverley Oda Josée Verner James Moore Shelly Glover                                              | 6. Februar 2006 – 14. August 2007 14. August 2007 – 30. Oktober 2008 30. Oktober 2008 – 14. Juli 2013 15. Juli 2013 – 4. November 2015                                                                   |
| Minister für Landwirtschaft und Lebensmittel                     | Chuck Strahl Gerry Ritz                                                                          | 6. Februar 2006 – 13. August 2007 14. August 2007 – 4. November 2015 |
| Minister für Fischerei und Ozeane                                | Loyola Hearn Gail Shea Keith Ashfield Gail Shea                                                  | 6. Februar 2006 – 30. Oktober 2008 30. Oktober 2008 – 18. Mai 2011 18. Mai 2011 – 15. Juli 2013 15. Juli 2013 – 4. November 2015                                                                         |
| Minister für natürliche Ressourcen                               | Gary Lunn Lisa Raitt Christian Paradis Joe Oliver Greg Rickford                                  | 6. Februar 2006 – 30. Oktober 2008 30. Oktober 2008 – 19. Januar 2010 19. Januar 2010 – 18. Mai 2011 18. Mai 2011 – 19. März 2014 19. März 2014 – 4. November 2015                                       |
| Industrieminister                                                | Maxime Bernier Jim Prentice Tony Clement Christian Paradis James Moore                           | 6. Februar 2006 – 14. August 2007 14. August 2007 – 30. Oktober 2008 30. Oktober 2008 – 18. Mai 2011 18. Mai 2011 – 15. Juli 2013 15. Juli 2013 – 4. November 2015                                       |
| Minister für Entwicklung von Arbeitskräften und Fähigkeiten      | Diane Finley Monte Solberg Diane Finley Jason Kenney                                             | 6. Februar 2006 – 4. Januar 2007 4. Januar 2007 – 30. Oktober 2008 30. Oktober 2008 – 15. Juli 2013 15. Juli 2013 – 9. Februar 2015                                                                      |
| Minister Arbeit und soziale Entwicklung                          | Pierre Poilievre                                                                                 | 9. Februar 2015 – 4. November 2015 |
| Minister für öffentliche Sicherheit und Notfallbereitschaft      | Stockwell Day Peter Van Loan Vic Toews Steven Blaney                                             | 6. Februar 2006 – 30. Oktober 2008 30. Oktober 2008 – 19. Januar 2010 19. Januar 2010 – 15. Juli 2013 15. Juli 2013 – 4. November 2015                                                                   |
| Minister für internationale Kooperation                          | Josée Verner Beverley Oda Julian Fantino Christian Paradis                                       | 6. Februar 2006 – 14. August 2007 14. August 2007 – 4. Juli 2012 4. Juli 2012 – 15. Juli 2013 15. Juli 2013 – 4. November 2015                                                                           |
| Minister für staatliche Bauvorhaben und öffentlichen Dienst      | Michael Fortier Christian Paradis Rona Ambrose Diane Finley                                      | 6. Februar 2006 – 25. Juni 2008 25. Juni 2008 – 19. Januar 2010 19. Januar 2010 – 15. Juli 2013 15. Juli 2013 – 4. November 2015                                                                         |
| Minister für Staatsbürgerschaft und Einwanderung                 | Monte Solberg Diane Finley Jason Kenney Chris Alexander                                          | 6. Februar 2006 – 4. Januar 2007 4. Januar 2007 – 30. Oktober 2008 30. Oktober 2008 – 14. Juli 2013 15. Juli 2013 – 4. November 2015                                                                     |
| Minister für Indianerangelegenheiten und Entwicklung des Nordens | Jim Prentice Chuck Strahl John Duncan James Moore Bernard Valcourt                               | 6. Februar 2006 – 14. August 2007 14. August 2007 – 6. August 2010 6. August 2010 – 15. Februar 2013 15. Februar 2013 – 22. Februar 2013 22. Februar 2013 – 4. November 2015                             |
| Minister für das atlantische Kanada                              | Peter MacKay Keith Ashfield Bernard Valcourt                                                     | 6. Februar 2006 – 19. Januar 2010 19. Januar 2010 – 14. Juli 2013 15. Juli 2013 – 4. November 2015 |
| Minister für wirtschaftliche Diversifikation des Westens         | Carol Skelton Rona Ambrose Jim Prentice Rona Ambrose                                             | 6. Februar 2006 – 4. Januar 2007 4. Januar 2007 – 30. Oktober 2008 30. Oktober 2008 – 5. November 2010 5. November 2010 – 4. November 2015                                                               |
| Minister für die regionale Wirtschaftsentwicklung in Québec      | Jean-Pierre Blackburn Christian Paradis Denis Lebel                                              | 6. Februar 2006 – 30. Oktober 2008 30. Oktober 2008 – 18. Mai 2011 18. Mai 2011 – 4. November 2015 |
| Minister für Veteranenangelegenheiten                            | Gregory Thompson Jean-Pierre Blackburn Steven Blaney Julian Fantino Erin O’Toole                 | 6. Februar 2006 – 19. Januar 2010 19. Januar 2010 – 18. Mai 2011 18. Mai 2011 – 15. Juli 2013 15. Juli 2013 – 5. Januar 2015 5. Januar 2015 – 4. November 2015                                           |
| Beigeordneter Verteidigungsminister                              | Julian Fantino Bernard Valcourt Kerry-Lynne Findlay                                              | 18. Mai 2011 – 4. Juli 2012 4. Juli 2012 – 22. Februar 2013 22. Februar 2013 – 15. Juli 2013 |
| Präsident des Schatzamtausschusses                               | John R. Baird Vic Toews Stockwell Day Tony Clement                                               | 6. Februar 2006 – 4. Januar 2007 4. Januar 2007 – 19. Januar 2010 19. Januar 2010 – 18. Mai 2011 18. Mai 2011 – 4. November 2015                                                                         |
| Präsident des Kronrates                                          | Michael Chong Peter Van Loan Rona Ambrose Josée Verner Peter Penashue Denis Lebel                | 6. Februar 2006 – 27. November 2006 27. November 2006 – 4. Januar 2007 4. Januar 2007 – 30. Oktober 2008 30. Oktober 2008 – 18. Mai 2011 18. Mai 2011 – 14. März 2013 15. März 2013 – 4. November 2015   |
| Fraktionsvorsitzender der Regierungspartei im Unterhaus          | Robert Nicholson Peter Van Loan Jay Hill John R. Baird Peter Van Loan                            | 6. Februar 2006 – 4. Januar 2007 4. Januar 2007 – 30. Oktober 2008 30. Oktober 2008 – 6. August 2010 6. August 2010 – 18. Mai 2011 18. Mai 2011 – 4. November 2015                                       |
| Fraktionsvorsitzender der Regierungspartei im Senat              | Marjory LeBreton                                                                                 | 6. Februar 2006 – 15. Juli 2013 |